# Sop Bukevski
Sop Bukevski je naseljeno mjesto u Republici Hrvatskoj u Zagrebačkoj županiji. 

## Zemljopis
Nalazi se u Turopolju, a administrativno je u sastavu grada Velike Gorice. Proteže se na površini od 2,06 km². 

## Stanovništvo
Prema popisu stanovništva iz 2011. godine Sop Bukevski ima 85 stanovnika koji žive u 25 domaćinstava. Gustoća naseljenosti iznosi 41 st./km².
| broj stanovnika | 123   | 131   | 126   | 137   | 150   | 139   | 142   | 134   | 156   | 152   | 165   | 134   | 139   | 103   | 94    | 85    | 68    |
|                 | 1857. | 1869. | 1880. | 1890. | 1900. | 1910. | 1921. | 1931. | 1948. | 1953. | 1961. | 1971. | 1981. | 1991. | 2001. | 2011. | 2021. |

## Poznate osobe
- Dalibor Petko - televizijski i radijski voditelj